# Bad Liar (chanson de Selena Gomez)
Pour la chanson d’Imagine Dragons, voir Bad Liar (chanson de Imagine Dragons).
Singles de Selena Gomez
It Ain't Me
(2017) Fetish
(2017)
Clip vidéo
[vidéo] « Bad Liar », sur YouTube
Bad Liar est une chanson de la chanteuse américaine Selena Gomez, sortie le 18 mai 2017 chez Interscope Records. Elle apparaît comme un single bonus sur le troisième album studio de Selena, Rare (2020). Le morceau a été écrit par l'artiste elle-même, Justin Tranter, Julia Michaels et son producteur Ian Kirkpatrick. La chanson échantillonne la ligne de basse du single Psycho Killer des Talking Heads de 1977, écrit par David Byrne, Chris Frantz et Tina Weymouth. Un clip vidéo vertical a accompagné la sortie, devenant le premier clip vidéo (que l'ont appelle aussi Canvas) à être diffusé sur Spotify, où il a été mis à disposition en exclusivité. Le clip officiel réalisé par Jesse Peretz, est sorti le 14 juin 2017 sur officielle de Selena sur YouTube.
Commercialement, la chanson a atteint le top 20 en Australie, au Canada, en Tchéquie, en Finlande, en Hongrie, au Liban, en Malaisie, au Mexique, en Nouvelle-Zélande, en Slovaquie et aux États-Unis ; ainsi que le top 40 en Autriche, au Danemark, en France, en Allemagne, en Irlande, en Norvège, au Portugal, en Suède, en Suisse et au Royaume-Uni.

## Écriture et développement
Bad Liar est écrite par Selena Gomez, Justin Tranter, Julia Michaels et Ian Kirkpatrick. Son inspiration initiale est venue du groupe américain Talking Heads dont Gomez et Michaels sont fans. Lors d'une session avec Gomez et Tranter, Michaels suggère qu'ils écrivent une chanson sur la ligne de basse du single Psycho Killer du groupe en 1977, en interpolant spécifiquement le riff de Tina Weymouth. La ligne de basse minimale de la chanson est utilisée comme point de départ pour Bad Liar à partir de laquelle sa mélodie principale s'est développée. Dans une interview avec Variety, Tranter rappele que c'était « l'un de ces moments magiques où la chanson se rassemble très rapidement et se sentait si bien ». Le directeur de Warner / Chappell Music, Greg Sowder, joue Bad Liar au membre de Talking Heads David Byrne qui apprécie le morceau et la performance vocale de Gomez, et avec Weymouth et Chris Frantz lui ont accordé la permission d'échantillonner Psycho Killer,.

## Composition et interprétation
Bad Liar est décrite comme une chanson pop rock, et pop alternative et « slow-build tune », qui a « des racines dans le rock indépendant et la nouvelle vague » et « poussé [Gomez] en territoire indie-pop ». Cela commence par un rythme régulier construit autour du rythme et de la ligne de basse irrégulière de Psycho Killer,. La production est par ailleurs clairsemée et texturée, avec des claquements percussifs et des claquements de mains. Contrairement au précédent single de Selena It Ain't Me qui utilisait la réverbération et le « pitch contouring », sa voix est retenue et accentuée sur Bad Liar en étant mixée pour la limiter et la contenir,. Sa voix est multipiste pour souligner l'urgence. Avec plusieurs lignes de la chanson étant acrostiches et dépendantes des syllabes, Gomez utilise une cadence parlée-chantée,. Le morceau est écrit sous la forme couplet-refrain, bien qu'il comporte à la fois un pré-refrain et un post-refrain.
Les paroles décrivent Selena racontant des événements permettant d'éviter d'admettre ses sentiments pour un nouvel intérêt amoureux, mais concédant plus tard que la difficulté en fait une « mauvaise menteuse »,. À sa sortie, Bad Liar a été interprétée à tort comme une chanson de rupture, ce qui a incité le co-auteur Justin Tranter à expliquer dans un tweet : « Vous vous êtes trompé sur certaines paroles, et il s'agit en fait d'essayer de cacher des sentiments magiques pour quelqu'un de nouveau, mais ne pas en être capable ».

## Sortie et pochette du single
Gomez a annoncé pour la première fois la sortie du single sur Twitter le 3 mai 2017, partageant un lien vers son site Web où les fans pouvaient s'inscrire pour recevoir des mises à jour via une liste de diffusion. Le 5 mai 2017, un compte à rebours jusqu'à la sortie a été lancé sur le site officiel de l'artiste. Bad Liar a également été mise à disposition pour être pré-enregistrée dans les playlist Spotify des utilisateurs le 16 mai 2017. Les paroles officielles de la chanson ont été créées sur le site Web de paroles Genius le lendemain. La chanteuse a également partagé un court extrait de Bad Liar qui a reçu plus de 4,4 millions de vues sur Instagram en une journée. Le single est sorti sur les points de vente numériques et de streaming à minuit HNE le 18 mai 2017,.
Gomez a travaillé avec la photographe canadienne Petra Collins pour l'illustration promotionnelle du single. Le 11 mai 2017, la chanteuse a commencé à partager une série d'images sur les réseaux sociaux avec le titre de la chanson et les paroles écrites en rouge à lèvres sur un miroir de salle de bain. Le lendemain, Gomez a publié la pochette de Bad Liar sur Twitter. Elle présente le titre de la chanson écrit en rouge à lèvres sur la cuisse de Gomez alors qu'elle est allongée sur un lit de rochers et vêtue d'une nuisette pervenche brodée de fleurs et de papillons,. Maria Ward du magazine Vogue a nommé la nuisette de Gomez « le look de l'été », complimentant sa broderie et son « style facile et aéré ». Une couverture alternative a été partagée par la chanteuse sur Instagram le 17 mai 2017, la montrant allongée portant un petit bandage de gaze et un bracelet jaune à risque de chute donné aux patients qui risquent de tomber en raison d'un manque d'équilibre et muscles faibles. Selon Collins, l'image a été prise juste après que Gomez soit sorti de l'hôpital pour un traitement contre le lupus,,. Alex Frank de Pitchfork a suggéré qu'il faisait référence à la réaction des tabloïds au temps de rééducation de la chanteuse. Alex Kazemi du magazine V a trouvé l'œuvre puissante et vulnérable, la considérant comme l'imagerie la plus controversée d'une chanteuse depuis le clip de Fiona Apple pour Criminal (1997).

## Réception critique
Bad Liar a peut-être débloqué un nouveau niveau d'appréciation pour Gomez, de la part de ceux qui se tiennent à l'écart de ses millions de fans et qui soulignent (parfois) objectivement ses faiblesses. L'avalanche de bonne presse dont a bénéficié le single semble marquer un tournant dans la carrière artistique de Gomez.
Bad Liar a été acclamé par tous les critiques musicaux, certains le considérant comme la meilleure chanson de Gomez à ce jour. À sa sortie, Bad Liar figurait comme « Meilleur nouveau morceau » de Pitchfork avec Alex Frank la nommant comme « une victoire pour une pop star simple qui fait de la musique pop simple, et un morceau amusant et pétillant qui sonnera aussi bien tout l'été ». Dans sa critique pour Rolling Stone, Elias Leight considérait la chanson comme discrète, intelligente et simplifiée. Winston Cook-Wilson du magazine Spin a trouvé la voix de Gomez immaculée et le morceau « charmantement bizarre », qualifiant ses paroles et l'utilisation d'échantillons de « insensés mais finalement brillants ». Il a apprécié Bad Liar pour avoir évité les tendances radiophoniques contemporaines, concluant que « ça sonne surtout comme lui-même, et il n'y a pas de plus grand compliment à lui faire ». Écrivant pour Entertainment Weekly, Nolan Feeney a estimé que Gomez « a trouvé sa voie et qu'elle fonce à toute vitesse sur certaines des musiques pop les plus inattendues de l'année ».
Billboard l'a classée comme la meilleure chanson de 2017. Les critiques ont noté la production à mi-tempo pour sa structure non traditionnelle dans la discographie de l'artiste. David Byrne, le chanteur principal des Talking Heads, a également complimenté la chanson.
Jon Caramanica du New York Times considérait la chanson comme l'une des plus emblématiques de la carrière de Gomez, la décrivant comme « trompeusement originale » et « résolument anti-brillante, comme si les premiers DFA Records avaient tenté de désosser une chanson pop ». Caramanica a complimenté la technique de chant de Gomez, écrivant qu'elle « chante doucement et avec des approches intelligentes du rythme. Elle n'a pas beaucoup de puissance dans sa voix, mais elle compense cela avec des inflexions intelligentes ». Joe Lynch de Billboard l'a qualifiée de « l'une des meilleures et des plus rafraîchissantes chansons pop de 2017 à ce jour » et « un classique instantané addictif qui ne ressemble à rien d'autre à la radio ». Raisa Bruner du magazine Time a écrit que la chanson était « un changement radical par rapport au travail précédent [de Gomez] » et « une chanson pop étonnamment subtile qui se construit efficacement pour atteindre le statut ». En 2019, Rolling Stone a classé Bad Liar au numéro 39 de sa liste des meilleures chansons des années 2010.

## Clips vidéos

### Vidéo Spotify
Un clip vidéo a été créé pour l'application mobile de Spotify et est sortie le 18 mai 2017. Il a été tourné en novembre 2016 après le retour de Gomez de son traitement et c'était la première vidéo à être diffusée en exclusivité sur Spotify,. La vidéo montre Selena portant le même bracelet à risque de chute que sur la pochette alternative du single. Elle est représentée se tordant sur un lit dans un déshabillé rose avec un ruban blanc liant ses mains,.

### Vidéo officielle

#### Développement et conception
Le clip officiel a été réalisé par Jesse Peretz, qui n'avait pas réalisé de clip vidéo depuis le single Long Road to Ruin des Foo Fighters en 2007,. Le 12 juin 2017, Gomez a annoncé via ses réseaux sociaux que le deuxième clip officiel de la chanson sortirait le 14 juin 2017, en affichant trois affiches de films de différentes couleurs. Mike Wass d'Idolator a noté que puisque les affiches montrent Selena Gomez comme la star principale à trois reprises, il s'attendait à ce qu'elle « joue plusieurs personnages ou soit simplement la seule personne dedans ». Le 14 juin 2017, le clip vidéo de la chanson a diffusé sur YouTube. En parlant de la vidéo à Billboard, Kari Perkins (qui a été costumière) a déclaré :
Pour le personnage principal de Selena, nous voulions faire d'elle une gamine cool mais adorable qui ne correspondait pas vraiment. Pour la maman, je voulais faire quelque chose de plus extrême – je voulais qu'elle soit plus organisée, plus mondaine. Pour le professeur de gym - Farrah Fawcett a été notre inspiration pour ce personnage. Elle était tellement emblématique et si belle à l'époque; tout le monde voulait être comme elle. Et enfin, pour la figure masculine, c'était vraiment amusant ; surtout trouver quelque chose qui conviendrait réellement à Selena parce qu'elle est si petite

#### Synopsis
Le clip se déroule en 1978 et présente Gomez comme « une lycéenne timide, une entraîneuse de gym avec une coiffe inspirée de Farrah Fawcett, une enseignante à lunettes et une maman, qui sont toutes interconnectées de manière inattendue ». Cela commence par une Selena adolescente qui se rend à l'école à vélo. Là, elle se déplace à l'écart du reste des étudiants, qui parlent d'elle dans le couloir. En classe, elle voit deux de ses professeurs, une jolie prof de gym blonde et un homme adulte avec de grosses lunettes (tous deux représentés par Gomez), flirter dehors, et plus tard, dans les escaliers et dans le cours de gym. Lorsque la journée d'école est terminée, la femme de l'enseignant (également représentée par Gomez) arrive, impatiente de venir le chercher. Une fois rentrés pour le dîner, la femme le regarde d'un air accusateur. Les deux se regardent alors que l'adolescente Selena entre dans la maison, révélant qu'elle est leur fille. Elle va directement dans sa chambre, où elle danse au rythme du dernier refrain de la chanson, mais dès qu'elle entend sa mère arriver, elle fait semblant de dormir jusqu'à ce que sa mère parte. Dans le dernier plan de la vidéo, la fille regarde une photo de la prof de gym souriante, révélant qu'elle a secrètement des sentiments pour elle. Gomez a également taquiné son single suivant Fetish à travers un court clip qui a fait ses débuts à la fin du clip vidéo.
Mike Wass d'Idolator a décrit la vidéo comme « une bouffée d'air frais à un moment où la tendance à la mode des vidéoclips meurt tragiquement » et a déclaré qu'il était « heureux de voir [Gomez] vraiment y aller visuellement », ajoutant que ce clip était « sa plus grande production depuis l'ère Stars Dance lorsque Come & Get It et Slow Down l'ont emmenée dans des endroits exotiques ». Alyssa Bailey d'Elle a fait l'éloge du jeu d'acteur de Gomez, disant qu'elle « n'est peut-être pas encore revenue au jeu d'acteur, mais cette situation de mini-film / vidéoclip vous donne définitivement envie d'en voir davantage », tandis qu'Emily Mae Czachor du Los Angeles Times a fait l'éloge des visuels de la vidéo, disant : « Avec une vision de réalisateur du bassiste de Lemonheads (et, plus récemment, du réalisateur de télévision) Jesse Peretz, la vidéo fusionne une esthétique rétro des années 1970 (perruques Farrah Fawcett et tout) avec une atmosphère étrange et séduisante ».
Sam Reed de The Hollywood Reporter a déclaré : « Quoi qu'il en soit, tout cela signifie que la pop star a eu l'occasion de se déguiser dans des costumes et des maquillages incroyables, d'une perruque à plumes de style Farrah Fawcett et d'un short de sport à un bouffant parfaitement coiffé, à une moustache qui ferait sourire même Nick Offerman ». Dans une analyse plus mitigée de Vanity Fair, Erika Harwood a déclaré : « Malheureusement, cela nous laisse avec plus de questions que de réponses sur la vidéo très chargée en intrigue. Cet homme est-il le directeur ou un enseignant ? Est-il le beau-père ou le père biologique de l'élève ? Est-ce qu'il trompe sa femme avec le prof de gym ? [... ] Il n'y a pas de réponses évidentes à ces questions, si ce n'est qu'on aurait pu enlever un personnage ». Le clip vidéo a atteint plus de 12 millions de vues au cours de ses premières 24 heures.

## Historique des sorties
| Région     | Date             | Format                       | Version     | Étiquette  | Ref.   |
| ---------- | ---------------- | ---------------------------- | ----------- | ---------- | ------ |
| Divers     | 18 mai 2017      | Téléchargement numérique     | Original    | Interscope | [ 21 ] |
| États-Unis | 23 mai 2017      | Radio à succès contemporaine | Original    | Interscope | [ 49 ] |
| Italie     | 23 juin 2017     | Radio à succès contemporaine | Original    | Universal  | [ 50 ] |
| Divers     | 17 novembre 2017 | Téléchargement numérique     | Grant Remix | Interscope | [ 51 ] |